# Rippenstück

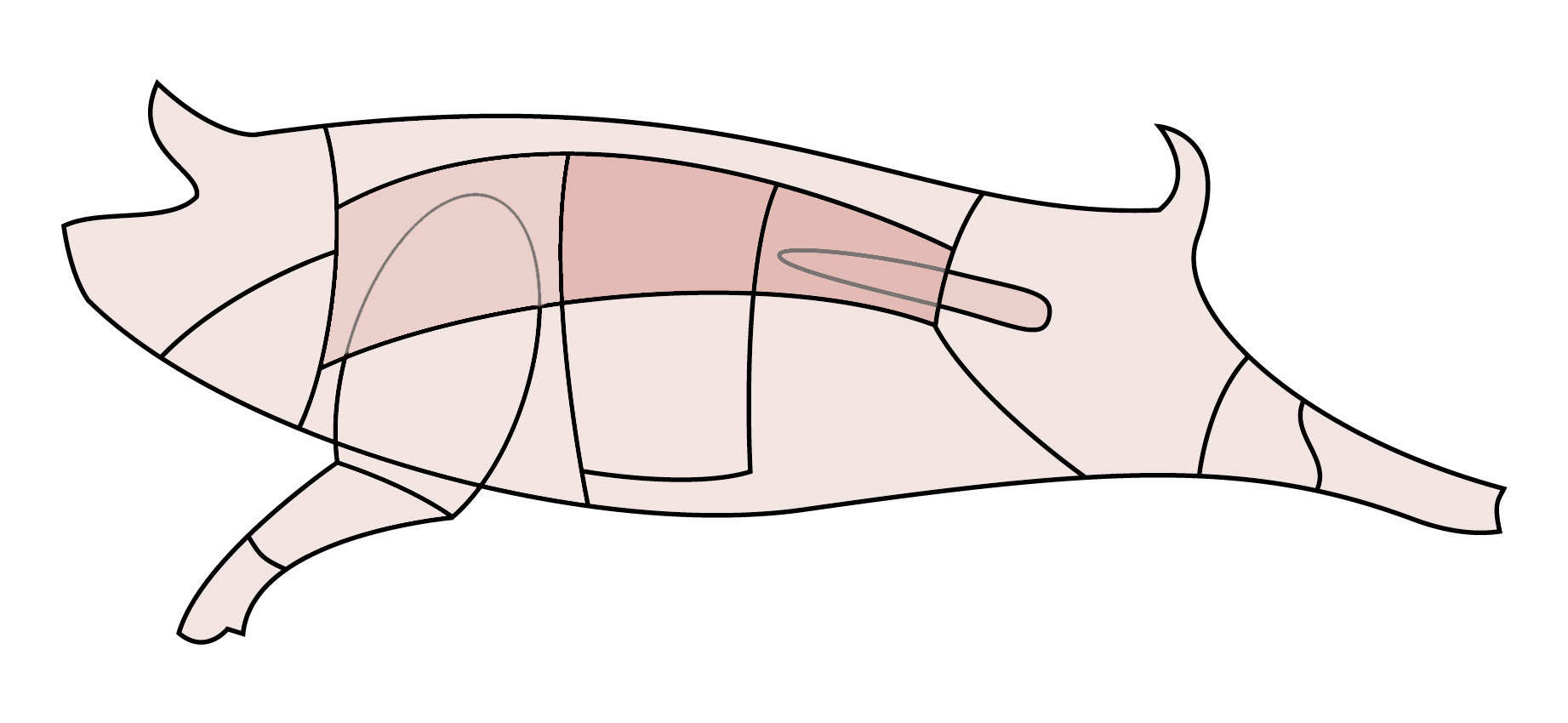
Rippenstück bzw. Kotelettstrang mit Nacken und Filet vom Schwein

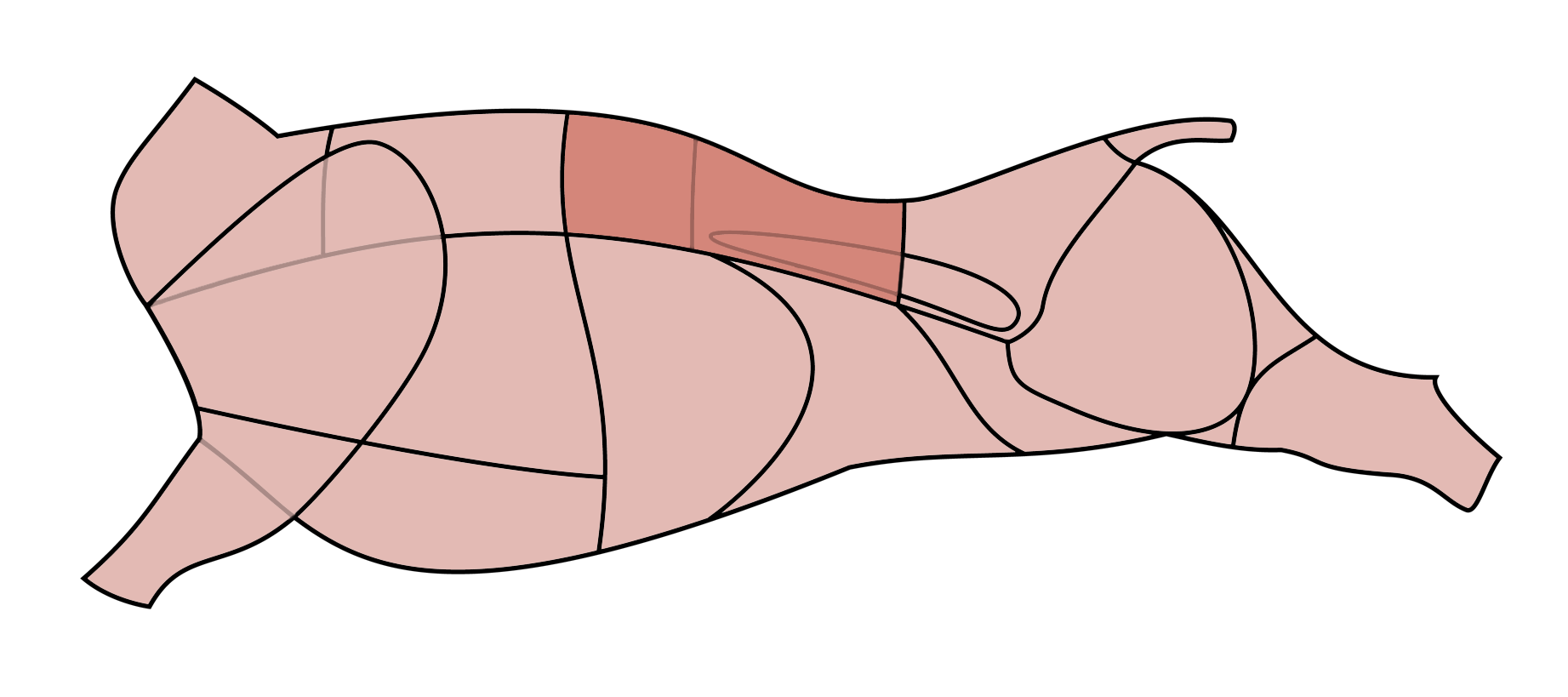
Rippenstück (Roastbeef) vom Rind

Als Rippenstück, Rücken, Karbonade, Karree oder Kotelettstrang (nur beim Schwein) wird der Rücken von Schlachttieren wie Schwein, Rind, Kalb und Lamm bezeichnet, der sich zwischen Nacken und Hinterkeule befindet. Aus dem Rippenstück werden vor allem Koteletts und Schnitzel, Lachs und Steaks gewonnen. Zum Kotelettstrang gehören auch der Schweinenacken und das Filet.
Beim Rind ist Rippenstück synonym mit Roastbeef.